# Chris John
Christopher Charles John, detto Chris (Crowley, 5 gennaio 1960), è un politico statunitense, membro della Camera dei Rappresentanti per lo stato della Louisiana dal 1997 al 2005.

## Biografia
Nato a Crowley, ebbe modo di conoscere da vicino gli ambienti politici fin da ragazzo, quando suo padre John N. John fu eletto membro della Camera dei rappresentanti della Louisiana e a lui venne offerta la possibilità di lavorare come paggio per il padre. Nel frattempo Chris John studiò presso l'Università statale della Louisiana.
Dopo la morte di suo padre per le conseguenze di un grave incidente stradale, Chris John avviò la propria carriera politica con il Partito Democratico: venne eletto all'interno del consiglio comunale di Crowley all'età di ventiquattro anni e, successivamente, nel 1988 approdò alla camera bassa della legislatura statale per lo stesso seggio che un tempo aveva detenuto suo padre.
Nel 1996 si candidò alla Camera dei Rappresentanti nazionale e riuscì a vincere il ballottaggio contro un altro democratico. Fu riconfermato dagli elettori per altri tre mandati negli anni successivi.
Durante la sua permanenza al Congresso, John si configurò come un democratico moderato e lavorò spesso in sinergia con i colleghi repubblicani. Fu membro delle commissioni Energia e Commercio.
Nel 2004, Chris John si candidò al Senato per il seggio lasciato dal compagno di partito John Breaux, ottenendo il sostegno pubblico del senatore uscente. La competizione vide come protagonisti principali un repubblicano, David Vitter, e due democratici, lo stesso John e John Neely Kennedy. I sondaggisti indicarono come favorito Vitter, nonostante durante la campagna elettorale fosse emersa la notizia che l'uomo avesse intrattenuto una relazione con una prostituta. Al termine dello spoglio, Vitter risultò eletto al primo turno con il 51% delle preferenze, evitando il ballottaggio contro John, che si classificò secondo. L'affermazione di Vitter fu storica, in quanto nessun repubblicano era mai stato eletto al Senato per la Louisiana dai tempi della Ricostruzione.
Dopo aver lasciato il Congresso, John lavorò come lobbista e, per undici anni, fu presidente della Mid-Continent Oil & Gas Association.
Dal matrimonio con sua moglie Payton, ebbe due figli gemelli di nome Hays ed Harrison.